# Paramysis armata
Paramysis armata är en kräftdjursart som beskrevs av Voldemar Czerniavsky 1882. Paramysis armata ingår i släktet Paramysis och familjen Mysidae. Inga underarter finns listade i Catalogue of Life.